# James Stewart (koszykarz)
James „Jimmy” Stewart (ur. 10 lipca 1910 w Kingsville, zm. 12 sierpnia 1990 w Windsor) – kanadyjski koszykarz, srebrny medalista letnich igrzysk olimpijskich  w Berlinie. Zagrał w 4 spotkaniach.